# Ferroni
Industrias Ferroni fue una empresa fabricante de chasis de colectivos (autobuses) de origen argentino, fundada en la década de 1980' y cerrada en 1995. Se destacó, por ser junto a Cametal e IMECA, en exportar buses a los Estados Unidos en la década de 1990.

## Historia
Tras el nacimiento de la empresa de cementos Corcemar, y mediante una licencia para fabricar vehículos, surge la marca Ferroni, a través de la cual se producirían chasis para ómnibus con el nombre de Tecnobus.
A partir de 1985, en la localidad de Pajas Blancas, Córdoba,  se lanzó el primer chasis de ómnibus a ballestas escondidas con motor Deutz F6L913-142HP. Este primer urbano recorrió las calles de Córdoba, Rosario y Tucumán como unidad experimental.
En 1986 la firma llevó un chasis experimental para trolebús a Mendoza, usando un motor Toshiba y grupos eléctricos. Carroceras locales efectuarían luego su correspondiente carrozado, pero una falta de negociaciones harían fracasar una posible venta.
En el año 1990 la producción de chasis Tecnobus abre su propia sede central en la provincia de Mendoza. Desde 1991 lanzan las series FDU1852 motor Deutz B6L913 TURBO-175HP y FDM2170 motor Deutz BF6913C turbo postenfriado erogando 210HP. Mientras tanto, Ferroni se dedicó mucho a la exportación y ganó algunas licitaciones en los EE. UU., proveyendo más de 500 chasis y carrocerías a dicho país.
En julio de 1995, sus últimas unidades se produjeron con motores Deutz y algunos con motores Cummins. Así mismo, durante los '90 dos chasis poseyeron motor Detroit Diesel con sistema DDEC.

### Exportación a USA
Varios de los chasis fueron exportados a los Estados Unidos con cierto suceso. Los modelos fueron representados por Stewart & Stevenson y eran los Gemini T-29 y S-29, con motor Detroit Diesel para su uso como bus de aeropuerto.

### Desaparición y regreso
Finalizado el año 1995, retoma sus actividades industriales sin su fábrica cordobesa. En 1999 vuelve a retomar sus actividades en Pilar, importando partes de camiones livianos de Brasil y China para armar un camión liviano con licencia y apoyo de la firma china JAC y tecnología Isuzu.
En 2011, en provincia de San Juan, más precisamente Pocitos, levanta su factoría en la cual usará componentes chinos, brasileros y argentinos para montar un camión de fabricación nacional

## Modelos
- Urbano sin denominación /5200 1985-1990
- FDU-1452  1990/91-1994
- FDU-1852  1990/91-1994
- FDU-2150  1993
- FDS-1860  1990/91-1994
- FDM-2170  1990/91-1994
- FM-1041 1994
- Detroit FDC-2563  1994